# Euscelidia datis
Euscelidia datis là một loài ruồi trong họ Asilidae. Euscelidia datis được Walker miêu tả năm 1849.